# František Komňacký
František Komňacký (* 15. November 1951 in Želetice) ist ein ehemaliger tschechischer Fußballspieler und derzeitiger Fußballtrainer. Der Pädagoge gilt als einer der besten tschechischen Fußballlehrer.

## Spieler
Als Spieler schaffte es Komňacký nie in die höchste Spielklasse und sah den Sport nach seinem Studium als Hobby neben seinem Hauptberuf als Lehrer.
Er spielte zunächst für den damaligen Zweitligisten Jiskra Kyjov, 1970 ging er nach Wolgograd, um dort zu studieren, und spielte in dieser Zeit für den dortigen Drittligisten Neftjanik. Nach dem Studienabschluss in Pädagogik kehrte Komňacký nach Kyjov zurück, wo er bald auch als Jugendtrainer zu arbeiten begann. Nach einer Saison bei Sigma Hodonín wechselte er 1984 zu Agro Drnovice und erlebte den Aufstieg der Mannschaft von der sechsten bis in die 1. Liga, wobei er selbst regelmäßig bis zur vierten Liga spielte.

## Trainer
Erste Erfahrungen als Trainer machte Komňacký von 1978 bis 1981 als Jugendtrainer bei Jiskra Kyjov. Auch während seines Jahres in Hodonín betreute er eine der Juniorenmannschaften. Von 1986 bis 1988 war er Cheftrainer in Drnovice, anschließend bis 1994 Assistent. Seine nächsten beiden Stationen waren Hanácká Slavia Kroměříž und Tatran Poštorná. In der Saison 1999/00 führte er den 1. FC Synot in die 1. Liga, 2002 war er am Aufstieg des FK Zlín beteiligt.
Seine ersten Titel gewann Komňacký in der slowakischen Corgoň liga. Im August 2002 übernahm er den MŠK Žilina, wurde aber nach nur drei Monaten entlassen, die Mannschaft wurde am Saisonende Slowakischer Meister. Komňacký ging zu Matador Púchov und gewann den slowakischen Fußballpokal.
Anschließend ging er zu Baník Ostrava und konnte überraschenderweise die tschechische Meisterschaft gewinnen. Nachdem der Beginn der Saison 2004/05 enttäuschend verlaufen war, wurde Komňacký entlassen. Im April 2005 übernahm er mit dem MFK Ružomberok erneut einen slowakischen Verein und gewann in der Spielzeit 2005/06 das Double aus Meisterschaft und Pokal. Im Februar 2007 nahm er ein Angebot des russischen Erstligisten SKA Rostow an, im Oktober 2007 kehrte er nach Tschechien zurück und übernahm den FK Jablonec.

## Erfolge
- Slowakischer Meister 2005/06 mit MFK Ružomberok
- Slowakischer Pokalsieger 2005/06 mit MFK Ružomberok
- Tschechischer Meister 2003/04 mit Baník Ostrava
- Slowakischer Meister 2002/03 mit MŠK Žilina
- Slowakischer Pokalsieger 2002/03 mit Matador Púchov

## Ehrungen
- Tschechischer Trainer des Jahres 2003/04

## Weblinks

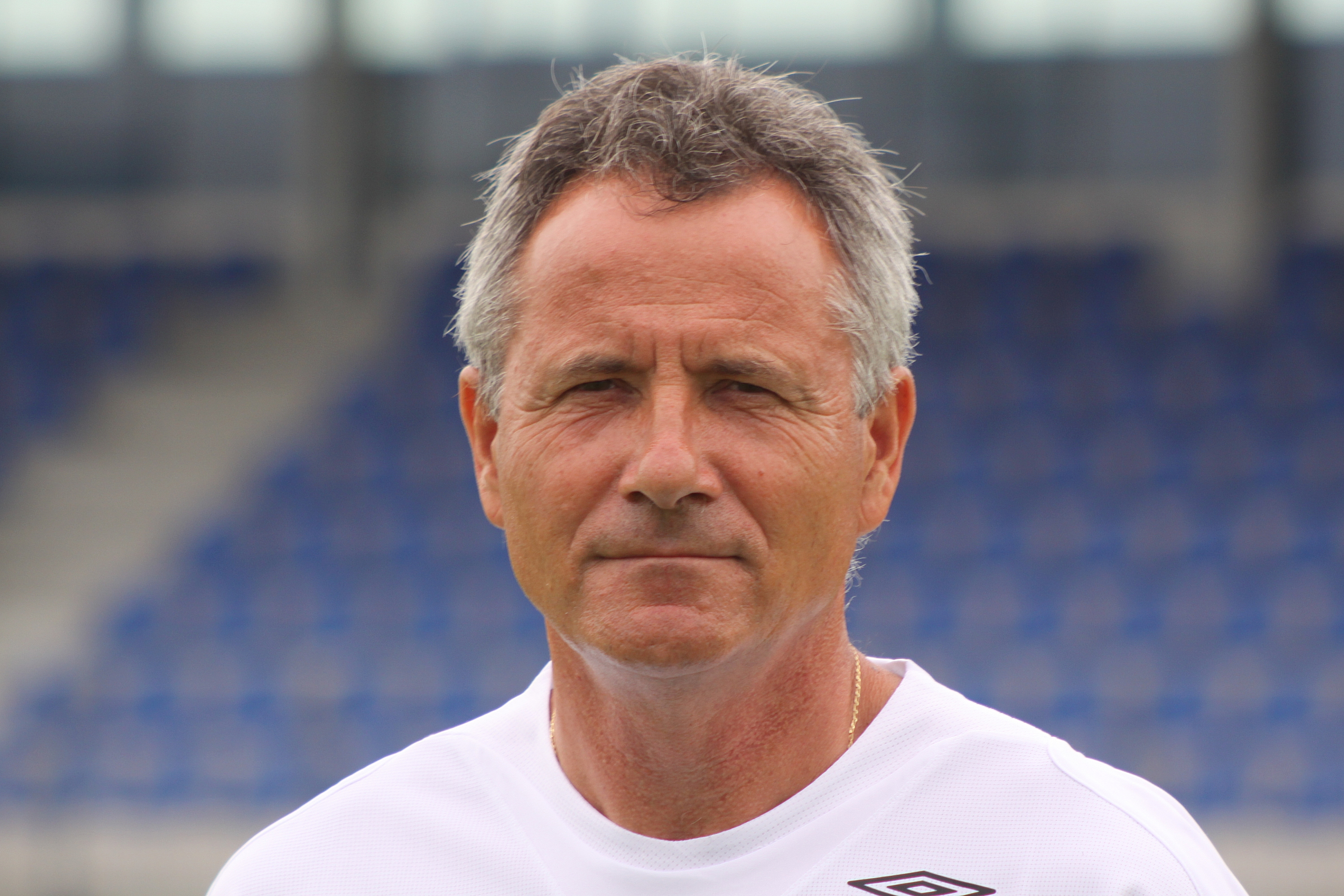
Frantisek Komnacky (Sommer 2009)